# On My Way (Lea Michele)
On My Way è il secondo singolo dell'album di debutto di Lea Michele, Louder. È stato estratto il 4 maggio 2014 dalla Columbia Records.